# Rajd Tulipanów 1966

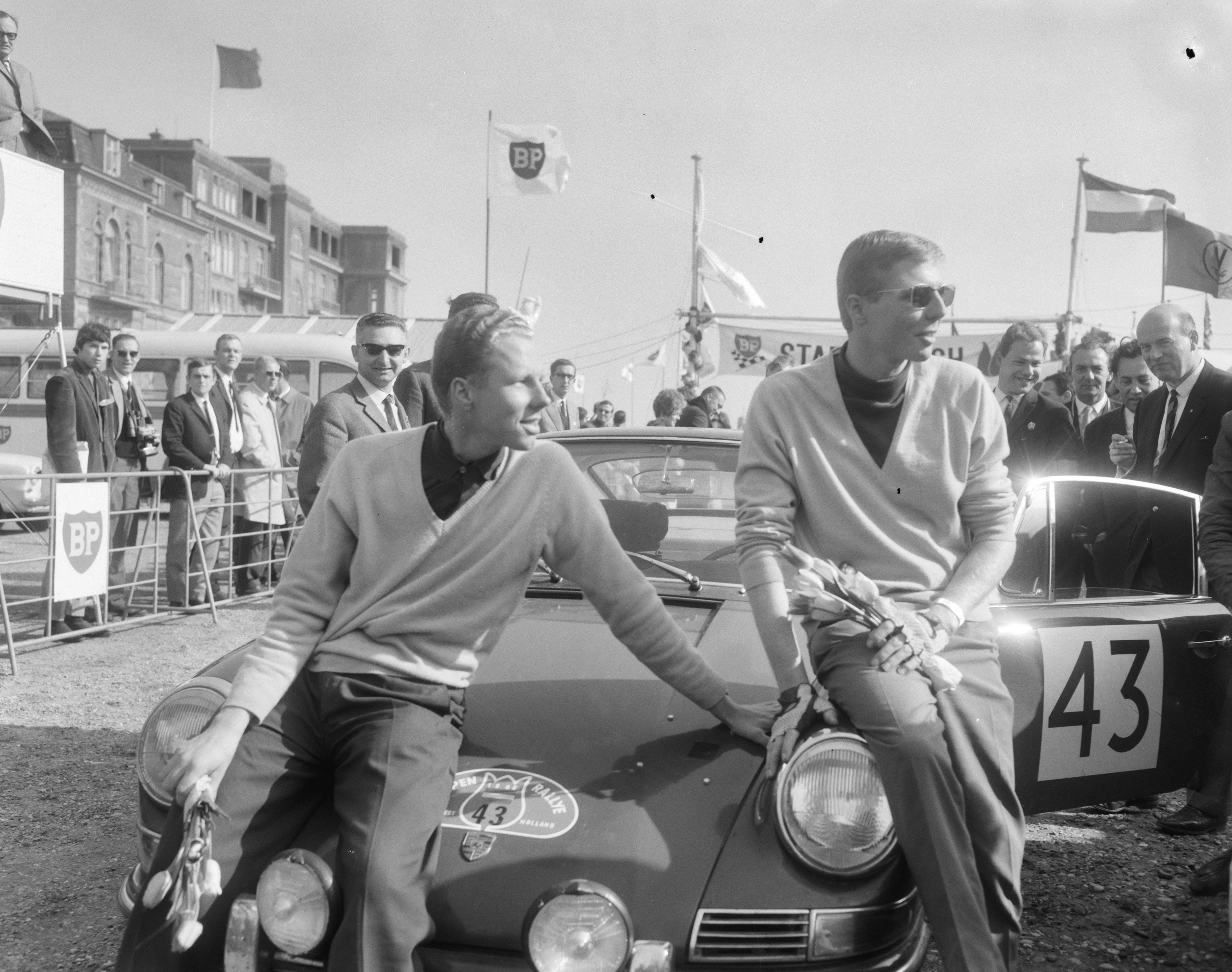
Holendrzy Gijs van Lennep	i David van Lennep podczas rajdu zajęli szóste miejsce

Rajd Tulipanów 1966 (18. Internationale Tulpenrallye) – 18. edycja rajdu samochodowego Rajd Tulipanów rozgrywanego w Holandii. Rozgrywany był od 25 do 28 kwietnia 1966 roku. Była to czwarta runda Rajdowych Mistrzostw Europy w roku 1966.

## Klasyfikacja rajdu
| Miejsce                      | Kierowca                     | Pilot                        | Samochód                     | Czas                         | Strata                       |                              |
| Klasyfikacja generalna i ERC | Klasyfikacja generalna i ERC | Klasyfikacja generalna i ERC | Klasyfikacja generalna i ERC | Klasyfikacja generalna i ERC | Klasyfikacja generalna i ERC | Klasyfikacja generalna i ERC |
| ---------------------------- | ---------------------------- | ---------------------------- | ---------------------------- | ---------------------------- | ---------------------------- | ---------------------------- |
| 1.                           | Rauno Aaltonen               | Henry Liddon                 | Morris Mini Cooper S         | 1:04:40.5                    | 0.0                          |                              |
| 2.                           | Vic Elford                   | David Stone                  | Porsche 911 S 2.0            | 1:05:25.4                    | +44.9                        |                              |
| 3.                           | Peter Harper                 | Robin Turvey                 | Sunbeam Tiger                | 1:06:02.5                    | +1:22.0                      |                              |
| 4.                           | Wilfried Gass                | Willi Bretthauer             | Porsche 911                  | 1:06:34.1                    | +1:53.6                      |                              |
| 5.                           | Arnaldo Cavallari            | Dante Salvay                 | Alfa Romeo GTA               | 1:06:43.0                    | +2:02.5                      |                              |
| 6.                           | Gijs van Lennep              | David van Lennep             | Porsche 911                  | 1:07:07.5                    | +2:27.0                      |                              |
| 7.                           | Tom Trana                    | Lennart Berggren             | Volvo 122                    | 1:08:36.4                    | +3:55.9                      |                              |
| 8.                           | Nicolas Koob                 | Armand Wies                  | BMW 1800 TI                  | 1:09:07.2                    | +4:26.7                      |                              |
| 9.                           | Timo Mäkinen                 | Paul Easter                  | Morris Mini Cooper S         | 1:09:31.4                    | +4:50.9                      |                              |
| 10.                          | John Kennerley               | Digby Martland               | Shelby Mustang GT 350        | 1:09:36.8                    | +4:56.3                      |                              |